# Vectocleidus
Vectocleidus is een geslacht van uitgestorven plesiosauriërs, behorende tot de Plesiosauroidea, dat leefde tijdens het Vroeg-Krijt in het gebied van het huidige Engeland.

## Naamgeving
In 1995 werd aan de voet van de Shepherds Chine, een kloof in de klifwand van de zuidwestkust van de Isle of Wight, een skelet aangetroffen van een plesiosauriër. Vier blokken waren door golferosie van de rotswand op het strand gevallen. De eerste daarvan werd aan de rand van de zee geborgen door amateurpaleontoloog Warwick Fowler. Het bevatte slechts een wervel, een rib en een stuk niet te identificeren bot. Het tweede blok werd veiliggesteld door Langan Turner en omvat het merendeel van het skelet. Hazel Underwood verzamelde het derde blok, met een wervel en een rib. Een vierde blok met zes wervels werd door een particulier gevonden en niet afgestaan. Alle blokken leken tot één individu te behoren: ze passen in elkaar, de botten zijn van vergelijkbare grootte en er zijn geen duplicaten. In eerste instantie werd de vondst toegewezen aan een Leptocleidus sp.
In 2012 werd de typesoort Vectocleidus pastorum benoemd en beschreven door Roger Benjamin James Benson, Hilary F. Ketchum, Darren Naish en Langan E. Turner. De soortaanduiding combineert Vectis, de oude Romeinse naam voor Wight, met een verwijzing naar het verwante geslacht Leptocleidus. Het ~cleidus is het Grieks κλείς, 'sleutel', een verwijzing naar het sleutelbeen. De soortaanduiding is de genitief meervoud van het Latijn pastor, 'herder', een verwijzing naar de Shepherds Chine.
Het holotype MIWG 1997.302 is gevonden in een laag van de Vectisformatie die dateert uit het Barremien. Het bestaat uit een skelet zonder schedel. Het omvat vijfentwintig wervels van de nek en rug, de schoudergordel op het linkerschouderblad na, een opperarmbeen, drie ribben en twee kootjes.

## Beschrijving

### Grootte en onderscheidende kenmerken

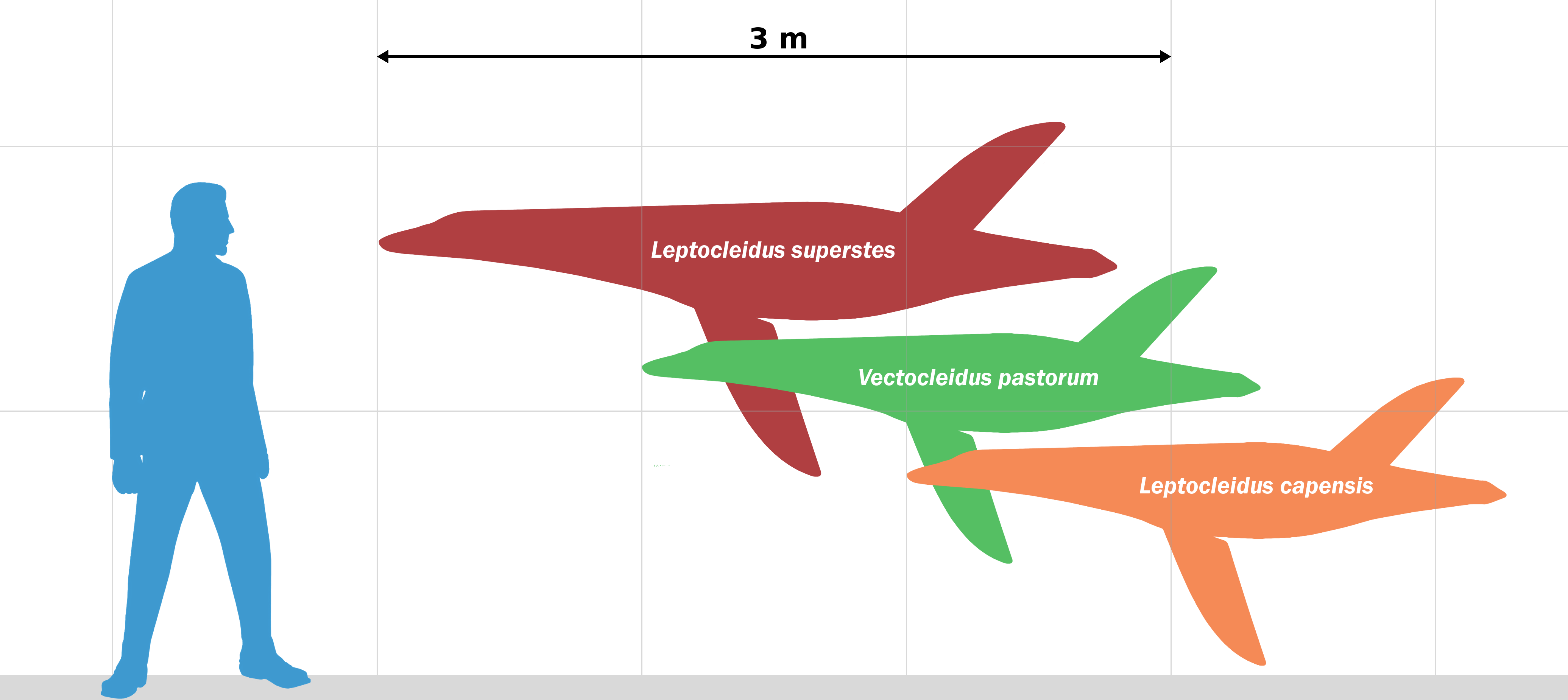
Een vergelijking in grootte met de Leptocleidus spp en een afgeleide primaat

Vectocleidus wordt meestal beschreven als ongeveer tweeënhalve meter lang. In 2022 schatte Gregory S. Paul de lengte wat lager in op anderhalve meter bij een gewicht van vijftien kilogram.
De beschrijvers stelden één autapomorfie vast, unieke afgeleide eigenschap. De doornuitsteeksels van de rug zijn van voor naar achter kort en afwisselend overdwars afgeplat en naar rechts verbreed.
Vectocleidus verschilt van Leptocleidus superstes door meer lichtgebouwde sleutelbeenderen en een buiging naar voren en buiten van de voorste tak van het ravenbeksbeen. Hij verschilt van Brancasaurus doordat de achterste halswervels korter zijn dan hoog.

### Skelet
Bij de halswervels is het voorste gewrichtsfacet dieper dan het achterste, net als bij Leptocleidus. De voorste gewrichtsuitsteeksels van de halswervels raken elkaar alleen bij de bases, net als bij Brancasaurus. Een andere overeenkomst is de buiging naar achteren van de doornuitsteeksels van de nek. Evenals bij Brancasaurus liggen er bij de borstwervels lage richels schuin voor en achter boven een uitholling onder de diapofyse. De doornuitsteeksels van de rug zijn kort, ongeveer even hoog als hun wervellichamen, net als bij Leptocleidus superstes en Brancasaurus. Bij de meeste plesiosauriërs zijn de doornuitsteeksels minstens anderhalfmaal langer. De doornuitsteeksels van de voorste drie ruggenwervels zijn afgeplat, maar bovenaan wat overdwars verbreed. Het vierde is niet verbreed; het vijfde slechts naar rechts. Daarna wisselt deze asymmetrie — die door de beschrijvers niet aan een vervorming wordt geweten — zich af, zodat het zesde en achtste niet verbreed zijn. De verbrede doornuitsteeksels hebben een deuk op het bovenvlak zoals bij L. superstes en Brancasaurus die eveneens asymmetrie tonen. Daar echter zijn ook de doornuitsteeksels van de voorste rug en achterste nek verbreed en is er ook een verbreding naar links. Bij Brancasaurus zijn daarbij de doornuitsteeksels spitser.
Net als bij L. superstes buigen de zijtakken van de sleutelbeenderen omhoog, maar ze zijn horizontaal slanker. Het schouderblad is achteraan verticaal laag als bij L. superstes. Het heeft een duidelijke buitenste plaat. Bij het ravenbeksbeen is de voorste tak horizontaal breed en overdwars kort, een typisch plesiosauroïde kenmerk. De buiging naar voren wordt wellicht gedeeld met Brancasaurus. Een andere overeenkomst is een brede richel overdwars op de onderzij die naar voren buigt.
Het opperarmbeen is aan het uiteinde sterk verbreed.

## Fylogenie
Vectocleidus werd in de Leptocleididae geplaatst, in een polytomie of 'kam' met Brancasaurus, Leptocleidus capensis, Leptocleidus superstes en Umoonasaurus.